# أندرو يونغ
أندرو يونغ (بالإنجليزية: Andrew Young)‏ (و. 1932 – م) هو منتج أفلام، وسياسي، ودبلوماسي من الولايات المتحدة الأمريكية. ولد في نيو أورلينز، لويزيانا.
بدأ يانغ مسيرته كقس، وكان قائدا في حركة الحقوق المدنية، وعمل مديرا تنفيذيا لمؤتمر القيادة المسيحية الجنوبية (SCLC) وكان مقربا من مارتن لوثر كينغ. أصبح يونغ لاحقا نشطا في السياسة، حيث دخل مجلس النواب الأمريكي عن جورجيا، ثم سفير الولايات المتحدة لدى الأمم المتحدة، وأخيرا عمدة مدينة أتلانتا. وبعد تركه منصبه السياسي، أسس يونغ أو خدم في عدد كبير من المنظمات التي تعمل على قضايا السياسة العامة والضغط السياسي.

## النشأة
ولد أندرو يونغ في آذار/مارس عام 1932، في نيو أورليانز في لويزيانا، لديزي يونغ والتي كانت معلمة وأندرو جاكسون يونغ الأب وكان طبيب أسنان. تعاقد والد يونغ مع ملاكم محترف لتعليم أندرو وشقيقه كيفية القتال ليدافعوا عن أنفسهم. ذكر يونغ في مقابلة مع الكاتب روبيرت بين وارين في عام 1964 عن كتابه «من يتحدث باسم الزنجي؟» أنه يتذكر توترات التمييز العنصري في نيو أورليانز، وخاصة أنه نشأ في عائلة مكتفية إلى حد ما. يتذكر محاولة والداه «التعويض عن التمييز العنصري» بتقديم الدعم لأطفالهم وترددهم لمساعدة مجتمعات السود غير الميسورة في المنطقة.
تخرج يونغ من جامعة هوارد وحصل على درجة لاهوت من إكليريكية هارتفورد في هارتفورد، في كونيتيكت في عام 1955، وهو عضو في أخوية ألفا فاي ألفا.

## بدايات مهنية
عُين يونغ ليخدم كراعي كنيسة في ماريون في ألاباما. والتقي خلال وجوده في ماريون بجين شايلدز التي أصبحت زوجته فيما بعد، واهتم لاحقا بمفهوم المهاتما غاندي للمقاومة اللاعنفية كوسيلة للتغيير الاجتماعي. وشجع الأمريكيين من أصل أفريقي على التصويت في ولاية ألاباما وواجه في بعض الأحيان تهديدات بالقتل لقيامه بذلك. وذلك في الوقت الذي أصبح فيه صديقا وحليفا لمارتن لوثر كينغ الابن.
قُبل في عام 1955 كقس في كنيسة بيثاني الجماعية في توماسفيل في جورجيا.
انتقل يونغ وجين إلى مدينة نيويورك في عام 1957 عندما قبل وظيفة في قسم الشباب في المجلس الوطني للكنائس، وظهر يونغ بانتظام خلال وجوده في نيويورك في برنامج «لوك اب اند ليف»، وهو برنامج تلفزيوني أسبوع صباح الأحد على قناة سي بي إس، أنتجه المجلس الوطني للكنائس سعيا للوصول إلى الشباب العلماني.
خدم يونغ كقس في كنيسة ايفرغرين في بيشتون في جورجيا بين عامي 1957 و1959.
انضم يونغ إلى مؤتمر قيادة الجنوب المسيحي في عام 1960، وانتقل إلى أتلانتا في جورجيا في عام 1961 لأنه لم يعد راضيا عن عمله في مدينة نيويورك، وذلك بناء على دعوة برنارد لافايت، وعمل مرة أخرى على تسجيل الناخبين السود.
لعب يونغ دورا مهما في أحداث عام 1963 في برمنغهام في ألاباما، حيث عمل كوسيط بين جماعات البيض والسود خلال تفاوضهم على خلفية الاحتجاجات.
عُين يونغ مديرا لمؤتمر قيادة الجنوب المسيحي (إس سي إل سي) في عام 1964، ليصبح بذلك أحد الملازمين الرئيسيين لكينغ. كان يونغ استراتيجيا ومفاوضا –كزميل وصديق لمارتن لوثر كينغ الابن– خلال حملات الحقوق المدنية في برمنغهام (1963)، وسانت أوغسطين (1964)، وسيلما (1965)، وأتلانتا (1966).
سُجن بسبب مشاركته في مظاهرات الحقوق المدنية في سيلما وألابلاما وسانت أوغسطين وفلوريدا. حصلت الحركة على موافقة الكونغرس لقانون الحقوق المدنية لعام 1964 وقانون حق التصويت لعام 1965. وكان يونغ مع كينغ في ممفيس في ولاية تينيسي عندما اُغتيل كينغ في عام 1968.

## الكونغرس
ترشح يونغ كديمقراطي من جورجيا لعضوية الكونغرس لكنه لم ينجح. عرفه القس فريد سي بينيت الابن بعد خسارته على موراي م. سيلفر وهو محام في أتلانتا والذي عمل رئيس تمويل حملته.
ترشح يونغ مرة أخرى في عام 1972 وفاز، وأُعيد انتخابه لاحقا في عام 1974 وعام 1976. كان عضوا في كتلة النواب السود بالكونغرس خلال سنواته الأربع في الكونغرس، وشارك في العديد من المناظرات المتعلقة بالعلاقات الخارجية، بما في ذلك قرار إيقاف دعم المساعي البرتغالية لإبقاء مستعمراتها في جنوب أفريقيا.
وترأس يونغ لجنة القوانين القوية ولجنة المصارف والتنمية الحضرية. وعارض يونغ حرب فيتنام، وساعد في سن التشريعات التي أنشأت معهد الولايات المتحدة للسلام، وأنشأت المنطقة الترفيهية الوطنية على نهر تشاتاهوتشي، والتفاوض على الأموال الفيدرالية لمارتا، والطرق السريعة في أتلانتا.

## سفير لدى الأمم المتحدة
عُين يونغ من قبل الرئيس جيمي كارتر للعمل كسفير الولايات المتحدة لدى الأمم المتحدة في عام 1977، وكان أول أمريكي من أصل أفريقي يشغل هذا المنصب. فاز وايتشي فاولر عضو مجلس مدينة أتلانتا في الانتخابات الخاصة لشغل مقعد يونغ في الكونغرس. 
صوت أندرو يونغ للعقوبات الاقتصادية كسفير الرئيس كارتير لدى الأمم المتحدة، على الرغم من قيام الولايات المتحدة والأمم المتحدة بفرض حظر أسلحة على جنوب أفريقيا.
أثار يونغ جدلا خلال مقابلة مع الصحيفة الفرنسية «لو ماتين دو بريس» في تموز/يوليو عام 1978، أثناء مناقشته للاتحاد السوفييتي ومعاملته للمنشقين السياسيين، حيث قال: «لايزال هناك المئات من الأشخاص الذين يمكن اعتبارهم سجناء سياسيين في سجوننا»، في إشارة إلى سجناء الحقوق المدنية ومتظاهري مناهضة الحرب. وقام المندوب الأمريكي لاري ماكدونالد ردا على ذلك بطرح قرار بإقالة يونغ، لكن الإجراء فشل بنسبة تصويت 293 إلى 82.
انتهى تمثيل يونغ في الأمم المتحدة في 14 آب/أغسطس، وبعد انتهاء تمثيله أصبح يونغ محاضرا ضيفا في جامعة ولاية ميشيغن في إيست لانسنغ في ولاية ميشيغن.

## عمدة أتلانتا
ترشح يونغ لمنصب عمدة أتلانتا في عام 1981 بتشيع عدد من الأشخاص بمن فيهم كوريتا سكوت كينغ أرملة مارتن لوثر كينغ الابن. انتُخب لاحقا في ذلك العام بحصوله على 55% من الأصوات، خلفا لماينارد جاكسون. وجلب 70 مليار دولار من الاستثمارات الخاصة الجديدة بصفته عمدة أتلانتا.
تابع في برامج جاكسون ووسعها لتشمل شركات الأقليات والمملوكة من النساء في جميع عقود المدن. أنشأ فريق عمل العمدة المعني بالتعليم معرض دريم جامبوري الجامعي والذي زاد المنح الدراسية المقدمة لخريجي المدارس العامة في أتلانتا ثلاثة أضعاف. وشارك في تجديد حديقة الحيوان في أتلانتا عام 1985، والتي سميت بعدها بحديقة حيوان أتلانتا.
أُعيد انتخاب يونغ كعمدة في عام 1985 بنسبة أصوات بلغت 80%. استضافت أتلانتا خلال فترة يونغ المؤتمر الوطني الديمقراطي في عام 1988. مُنع من الترشح لولاية ثالثة تبعا لقانون المدة.

## السباق لحكم جورجيا 1990
استهل يونغ محاولة للترشح الديمقراطي لمنصب الحاكم في عام 1990 بعد مغادرته مكتب العمدة في أوائل العام 1990. وخاض انتخابات تمهيدية شملت ثلاث حكام سابقين أو مستقبليين لجورجيا: ثم الحاكم الملازم زيل ميلر، ثم سيناتور الولاية روي بارنز، والحاكم السابق ليستر مادوكس. كما تضمن هذا المجال ممثل الولاية لورين «بوبا» ماكدونالد. وبين الاستطلاع الأول أن يونغ حصل على 38% بينما حصل ميلر على 30% ومادوكس 15% وبارنر 10% وماكدونالد 7%. قام يونغ بحملة شاقة لكنها واجهت متاعب مع عدم وجود رسالة رئيسية أمام نائب الحاكم الذي تحضر جيدا.
تصدر ميلر الانتخابات التمهيدية بحصوله 40% من الأصوات مقابل 29% ليونغ و21% لبارنز و7% لمادوكس و3% لماكدونالد. وفاز سيانتور الولايات المتحدة القادم جوني إيساكسون كمرشح من الحزب الجمهوري.
تعثرت حملة يونغ بعد فوز ميلر الساحق وعلى نطاق واسع، ويُعتقد أنه فشل في مساعيه لمحاولة كسب الدعم من الناخبين البيض المحافظين من الأرياف في الوقت الذي كان عليه توسيع قاعدته من الحضريين والأمريكيين من أصل أفريقي.
لم يجد يونغ أبدا قضية تكسبه مؤيدين، على عكس ميلر الذي فاز بأصوات من خلال تأييد بانصيب الدولة. فاز ميلر في الجولة الثانية 2 إلى 1 وانتهت طموحات يونغ في الحكم للأبد.

## الحياة الشخصية والعائلة
لدى يونغ أربع أطفال من زوجته الأولى جين شايلدز يونغ، التي توفيت بسبب سرطان الكبد في عام 1994. كانت حماته أيديلا جونز شايلدز، وتزوج كارولين ماكلين في عام 1996.
شُخص سرطان البروستات عند يونغ في أيلول/سبتمبر عام 1999، وأُزيل بنجاح بالجراحة في كانون الثاني/يناير في 2000.

## الجوائز والتكريمات
- وسام الحرية الرئاسي.
- وسام جوقة الشرف.
- ميدالية سبينغارن من الجمعية الوطنية للنهوض بالملونين.
- أربع جوائز حرية لحرية العبادة.
- 45 درجة فخرية بما في ذلك جوائز من دارتموث وييل ونوتردام وكلارك وأتلانتا وإيموري وجامعة أوغليثورب وجامعة ليكلاند وجامعة جورجيا.
- جائزة إيغل لعام 1995 من أكاديمية الولايات المتحدة للرياضة.
- رئيس مشارك فخري لمشروع العدالة العالمي.
- «لويزيانا ليجند» لعام 2005 من إذاعة لويزيانا العامة في باتون روج.
- أبطال 2010، تكريم القديسين والأساطير، من مؤسسة ويزلي وودز.
- جائزة إيمي «لايف تايم أشيفمنت» لمشاركته في برنامج «لوك اب اند ليف».
- جورجيا تروستي لعام 2012 قدمت من جمعية جورجيا التاريخية بالاشتراك مع حاكم جورجيا، تُعطى للأفراد الذين تعكس إنجازاتهم وخدمتهم للمجتمع المثل العليا لهيئة التأسيس لتروستي، والتي حكمت جورجيا من عام 1732 حتى عام 1752.
- جائزة إيفان ألين جونيور للشجاعة الاجتماعية عام 2018.

## جوائز
حصل على جوائز منها وسام الحرية الرئاسي.

## روابط خارجية
- أندرو يونغ على موقع IMDb (الإنجليزية)
- أندرو يونغ على موقع الموسوعة البريطانية (الإنجليزية)
- أندرو يونغ على موقع مونزينجر (الألمانية)
- أندرو يونغ على موقع ميوزك برينز (الإنجليزية)
- أندرو يونغ على موقع إن إن دي بي (الإنجليزية)
- أندرو يونغ على موقع ديسكوغز (الإنجليزية)
- أندرو يونغ على موقع قاعدة بيانات الفيلم (الإنجليزية)
- أندرو يونغ على موقع أوليمبيديا (الإنجليزية)